# ショーン・サイポス
ショーン・サイポス（Shaun Sipos、1981年10月30日 - ）は、カナダの俳優。

## 出演作品
- デッドコースター Final Destination 2 (2003) - フランキー役
- ザ・スカルズ 秘密結社: 権力の図式 The Skulls III (2004)
- 呪怨 パンデミック The Grudge 2 (2006)
- ER緊急救命室 ER シーズン13 #16 (2007) - ニック役
- SHARK カリスマ敏腕検察官 Shark シーズン2 (2007)
- ロストボーイ：ニューブラッド Lost Boys: The Tribe (2008) - カイル役
- メルローズ・プレイス Melrose Place (2009–2010) - デヴィッド･ブレック役
- サウスランド Southland シーズン1 (2009)
- ザ・テロリスト Rampage (2009)
- CSI:10 科学捜査班 CSI: Crime Scene Investigation #20 (2010)
- トランス・ワールド Enter Nowhere (2011)
- 飛びだす 悪魔のいけにえ　レザーフェイス一家の逆襲 Texas Chainsaw 3D (2013) - ダリル役
- ヴァンパイア・ダイアリーズ The Vampire Diaries シーズン5 (2013–2014)
- リメイニング The Remaining (2014) - ジャック役
- Major Crimes 〜重大犯罪課 Major Crimes シーズン5第14話 (2017)
- クリプトン Krypton シーズン1 (2018) - アダム・ストレンジ役
- アウターレンジ ～領域外～ Outer Range (2022-) - ルーク・ティラーソン
- ジャック・リーチャー -正義のアウトロー - (2023-2024) - デイヴィッド・オドネル